# La fine del gioco (romanzo)
La fine del gioco (Enchanters' End Game) è un romanzo fantasy scritto da David Eddings nel 1984 e pubblicato in Italia nel 1988. È il quinto ed ultimo romanzo del Ciclo di Belgariad.

## Trama
Nelle terre d'Occidente si organizzano gli eserciti, guidati dalla ferrea volontà della principessa Ce' Nedra e dai saggi consigli della maga Polgara. Intanto, a oriente, Belgarath, Belgarion e Silk viaggiano incontro a Torak, per affrontarlo con l'aiuto del Globo di Aldur e della spada di Riva.

## Edizioni
- David Eddings, La Fine del gioco, traduzione di Annarita Guarnieri, Fantacollana, n. 82, Milano, 1988,  p. 356.
- David Eddings, La Fine del gioco, in Il ciclo di Belgariad - Terzo volume, traduzione di Ilaria M. Orsini, Tascabili Immaginario, n. 48, Roma, Fanucci Editore, 2004,  p. 412, ISBN 88-347-1047-9.